# Малий Београд
Малий Београд (серб. Мали Београд) — село в Сербії, належить до общини Бачка-Топола Північно-Бацького округу в багатоетнічному, автономному краю Воєводина.

## Населення
Населення села становить 549 осіб (2002, перепис), з них:
- мадяри — 343 — 65,45%;
- серби — 105 — 20,03 %;

Решту жителів  — з різних етносів, зокрема: хорвати, югослави, бунєвці і кілька русинів-українців.